# Kaliska (gmina Lubichowo)
Kaliska – mała osada kociewska w Polsce położona w województwie pomorskim, w powiecie starogardzkim, w gminie Lubichowo. Wieś wchodzi w skład sołectwa Bietowo.
W latach 1975–1998 miejscowość należała administracyjnie do województwa gdańskiego.
Inne miejscowości o nazwie Kaliska: Kaliska